# Showtime

Kanalens logotyp.

Showtime är en samling amerikanska betal-tv-kanaler som konkurrerar med i första hand HBO:s kanalbukett. Kanalerna kan jämföras med vad C More är i Sverige. Kanalen finns även i en skandinavisk version – Showtime Scandinavia – som dock skiljer sig markant från den amerikanska originalkanalen. Programutbudet är helt annorlunda och det enda kanalerna har gemensamt är egentligen bara namnet. I USA är Showtime ett välkänt begrepp bland premiumkanaler. Nya långfilmer får TV-premiär på kanalen, efter att de visats på pay-per-view, som även visar en handfull egenproducerade originalserier. Bland de mest framgångsrika egenproducerade serierna finns The L Word, Weeds och Fat Actress med Kirstie Alley. Kanalen är helt reklamfri och finansieras genom abonnemangsintäkter på samma sätt som C More och Viasat i Sverige.

## Kanaler
Showtime sänder en multiplex med åtta olika kanaler på den amerikanska marknaden. 
- Showtime (SHO) Flaggskeppet som visar nya filmer och originalserier
- Showtime 2 (SHO2): Sekundär kanal som fram till nyligen hette Showtime Too.
- Showtime Showcase (SHOC): Snarlik Showtime 2 till innehållet. Hette fram till nyligen Showtime 3 (SHO3).
- Showtime Beyond (SHOB): Visar en blandning av Sci-Fi, Fantasy och skräck samt en del serier.
- Showtime Extreme (SHOX): Action och äventyr, thrillers, gangster- och martial arts filmer.
- Showtime Family Zone (SHOF): Barn- och familjeanpassat innehåll.
- Showtime Next (SHON): IInteraktiv tjänst riktad mot målgruppen 18-24 år.
- Showtime Women (SHOW): Visar ett utbud specialanpassat för kvinnor.

## Originalserier från Showtime
- American Candidate
- Barbershop: The Series
- Billions
- Brotherhood
- Brothers
- Bullshit!
- Californication
- The Chris Isaak Show
- Mitt liv som död
- Dexter
- Family Business
- Fat Actress
- Free For All - Animated
- Freshman Diaries
- Going To California
- Huff
- Interscope Presents: The Next Episode
- It's Garry Shandling's Show
- Jamie Foxx Presents: Laffapalooza
- Jarhead
- Jeremiah (series)
- The Leap Years
- The L Word
- Masters of Horror
- Odyssey 5
- The Outer Limits
- Out of Order
- Poltergeist- The Legacy
- Queer as Folk
- Queer Duck
- Red Shoe Diaries
- Resurrection Blvd.
- Rude Awakening
- Sexual Healing
- Sherman Oaks
- ShoBox: The New Generation
- Sleeper Cell
- Soul Food
- Stargate SG-1 (säsong 1 - 5)
- Street Time
- Twin Peaks (säsong 3)
- Underground (Damon Wayans' Underground)
- United States of Tara
- Washingtoon (animerad TV-serie)
- Weeds

## Showtime i Sverige
Den nordiska versionen av kanalen skiljer sig mycket från den amerikanska. Showtime Scandinavia inledde sina sändningar 18.00 den 30 september 2004. Varumärket licensieras av amerikanska Showtime Networks Inc. som i sin tur ägs av moderbolaget Viacom.  I Sverige visar Showtime nästan uteslutande långfilm, ofta har titlarna ett par år på nacken. Bland filmtitlarna som visas hittar man allt från stora Hollywood-filmer till lite mindre Hongkong-produktioner. Kanalen presenterar filmer från de senaste årtiondena inom genrerna action, thriller, science fiction, komedi m.fl. 
Till Sverige och övriga Skandinavien kom kanalen i september 2004, och har ett spridningsområde på omkring 800 000 hushåll i Sverige, Norge, Danmark och Finland. Målgruppen är 15 till 49 år.

### Distribution i Skandinavien
Kanalen sänds i Skandinavien av bolaget NonStop Television, som även sänder tv-kanalerna Star! och Silver. I Sverige är kanalen tillgänglig via distributörerna Com Hem, Boxer, Telia(bredbands-tv) och Canal Digital. Via satellit är det bara Canal Digital som sänder kanalen i länderna.
I de svenska kabelnäten var det vid Showtime födelse få som distribuerade kanalen. Till Com Hem kom kanalen den 13 december. Norska UPC följde efter i mars samma år. Canal Digital distribuerar även kanalen i kabelnät i hela Norden och i Norge finns den till och med i det analoga grundutbudet från 1 juli 2005 (i en delad kanal, dock). I det svenska digitala marknätet ersattes Showtime i maj 2006 av kanalen Silver.